# Grand Geyser
De Grand Geyser is een fonteingeiser in het Upper Geyser Basin dat onderdeel uitmaakt van het Nationaal Park Yellowstone in de Verenigde Staten. Het is de grootste geiser die regelmatig tot eruptie komt en bekend is. De geiser heeft zijn naam gekregen van Ferdinand Vandeveer Hayden.
De geiser staat in verbinding met andere geisers in het park, en dan vooral de Vent Geyser en Turban Geyser. De Turban Geyser begint zijn erupties enkele uren voordat de Grand Geyser haar erupties heeft. Nadat de Grand Geyser haar eruptie is begonnen, begint Vent Geyser eveneens. Wanneer de Grand Geyser is gestopt, gaan de andere twee geisers nog een uur door.
Het bijvullen van de plas waaruit de eruptie van Grand Geyser put, duurt vijf uur.